# Cyrestis martini
Cyrestis martini är en fjärilsart som beskrevs av Hartert 1902. Cyrestis martini ingår i släktet Cyrestis och familjen praktfjärilar. Inga underarter finns listade i Catalogue of Life.